# Biała Głuchołaska
Biała Głuchołaska (polska) eller Bělá (tjeckiska) är ett vattendrag i östra Tjeckien och södra Polen.